# 安布罗乔·洛伦泽蒂
安布罗乔·洛伦泽蒂（Ambrogio Lorenzetti；義大利語發音：[amˈbrɔːdʒo lorenˈtsetti]，约1290年—1348年6月9日）是一位意大利西恩納畫派的画家，活跃于1317-1348年。他最著名的作品是壁画《好政府与坏政府的寓言》，位于锡耶纳市政厅的九人大厅（Sala dei Nove）。
他的哥哥彼得罗·洛伦泽蒂也是一位画家。

## 作品

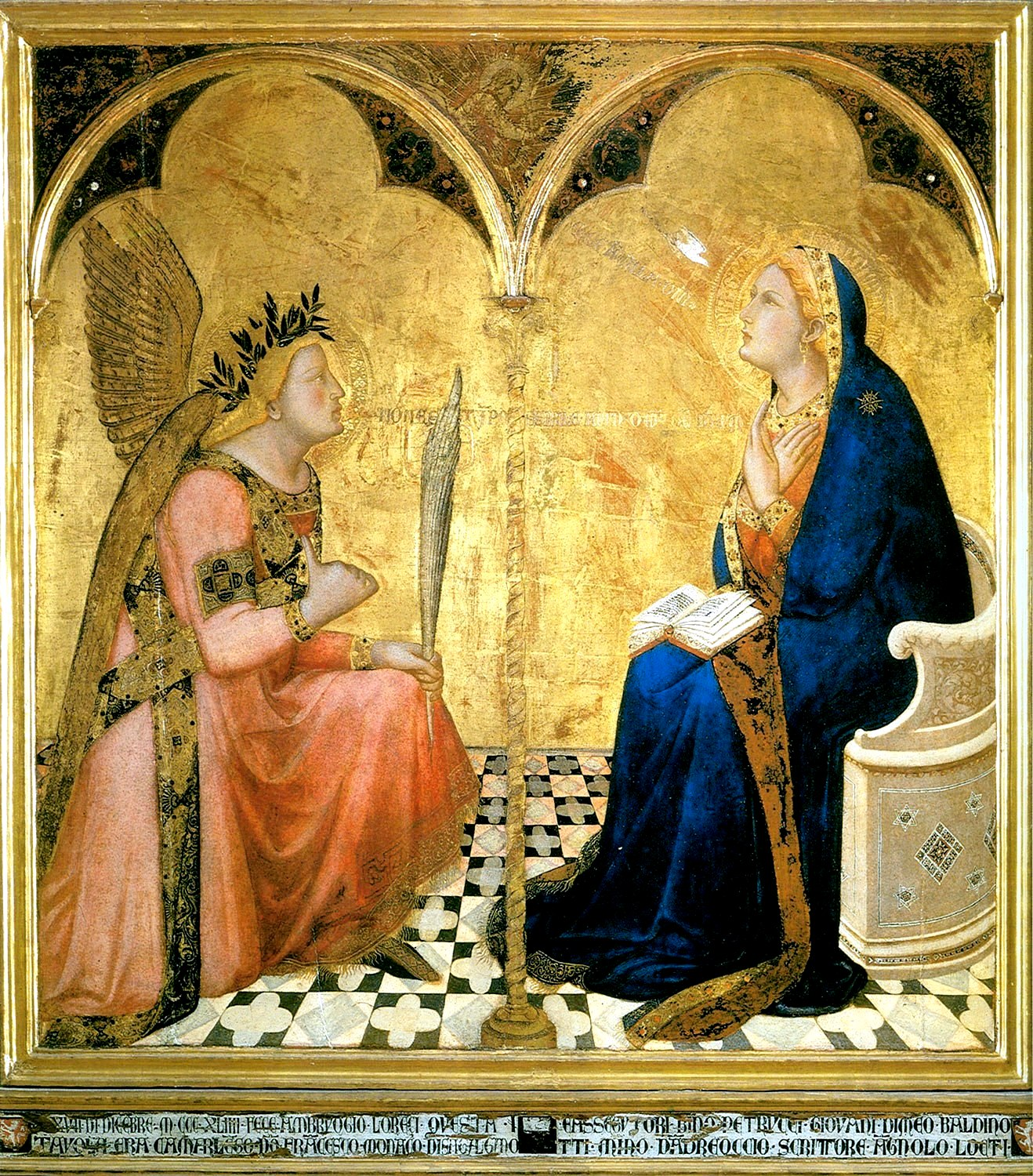
Annunciation, 1344

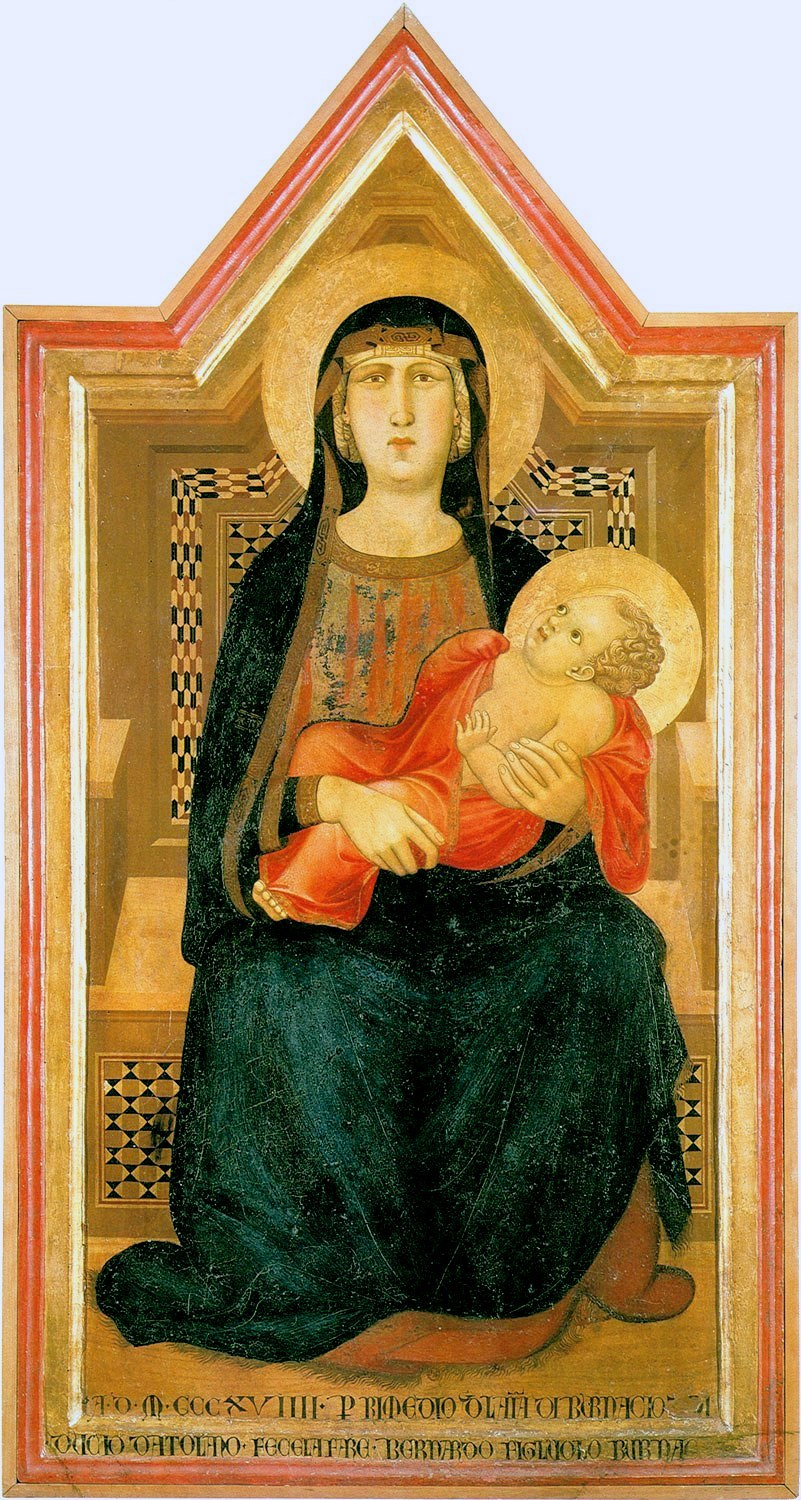
Madonna and Child, 1319

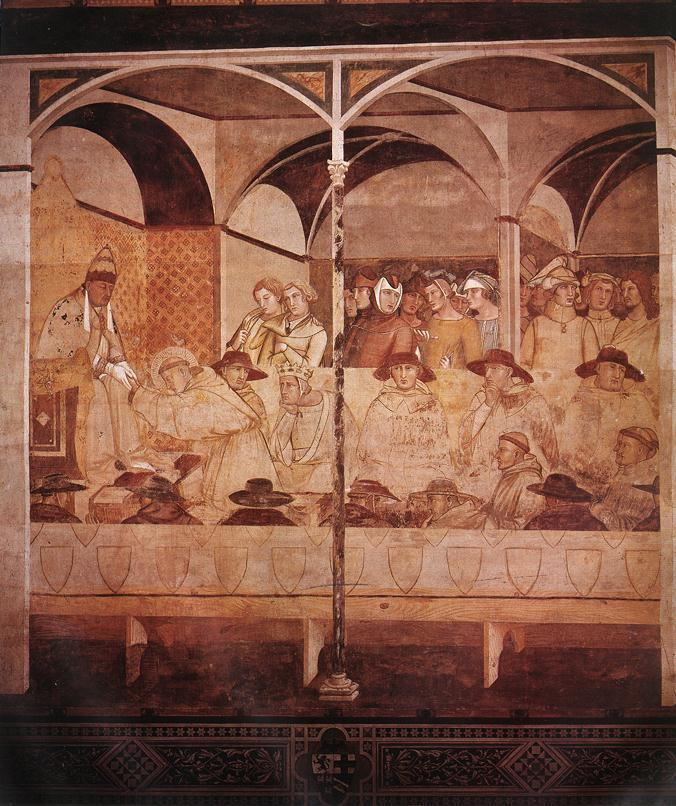
Investiture of Saint Louis of Toulouse, 1329

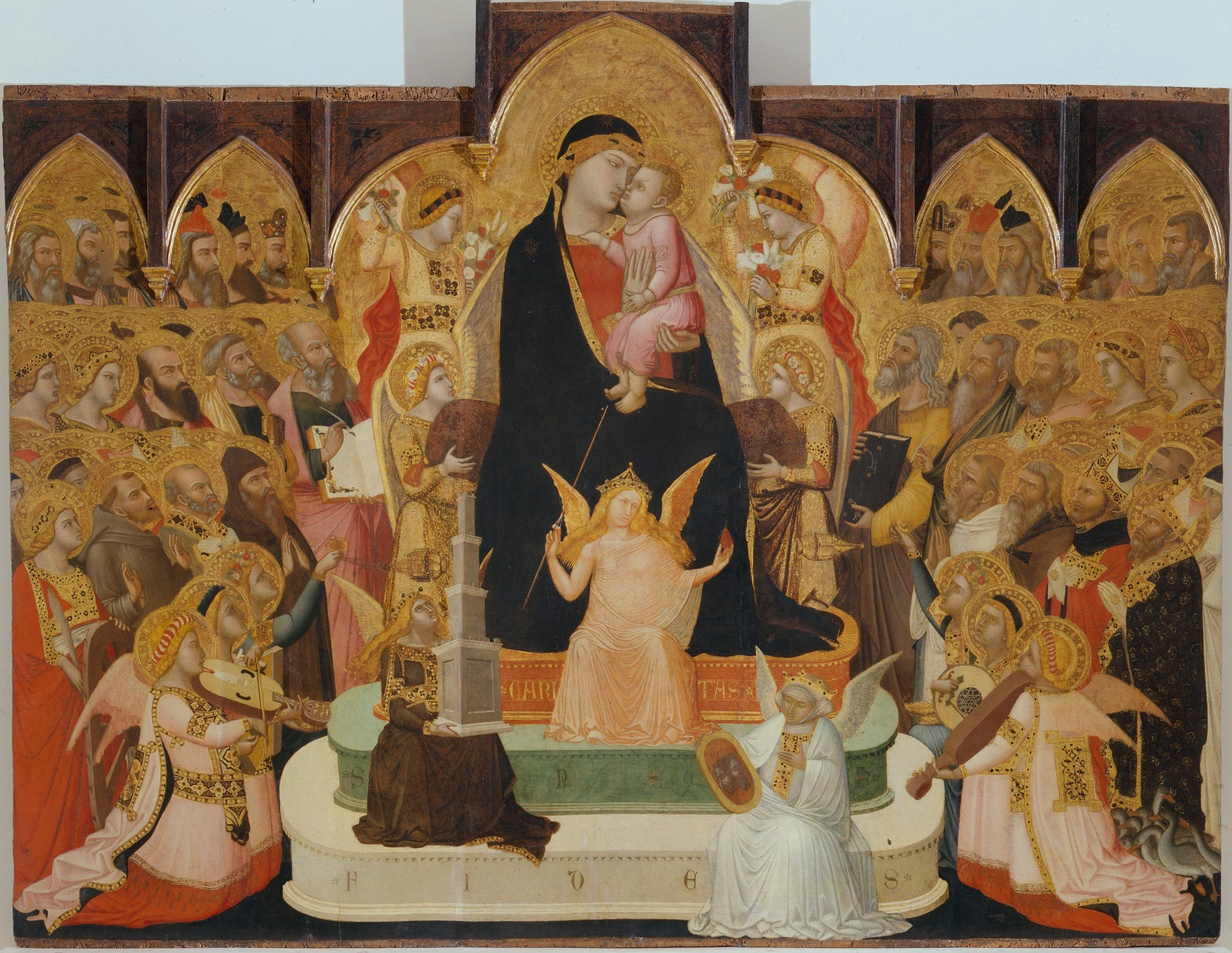
Maestà, 1335